# Baldwin Park (California)
Baldwin Park, fundada en 1956, es una ciudad ubicada en el condado de Los Ángeles en el estado estadounidense de California. En el año 2005 tenía una población de 84 812 habitantes y una densidad poblacional de 4393.5 personas por kilómetro cuadrado.

## Geografía
Baldwin Park se encuentra ubicada en las coordenadas 34°5′N 117°57′O / 34.083, -117.950. Según la Oficina del Censo, la ciudad tiene un área total de 17,61 km² (6,8 mi²), de la cual 17,26 km² (6,7 mi²) es tierra y 0,34 km² (0,1 mi²) (1.96 %) es agua.

### Localidades adyacentes
El siguiente diagrama muestra a las localidades en un radio de 16 kilómetros (9,9 mi) de Baldwin Park.

## Demografía
Según la Oficina del Censo en 2007 los ingresos medios por hogar en la localidad eran de 41 629 $, y los ingresos medios por familia eran 41 256 $. Los hombres tenían unos ingresos medios de 26 873 $ frente a los 22 186 $ para las mujeres. La renta per cápita para la localidad era de 11 562 $. Alrededor del 18.2 % de la población estaba por debajo del umbral de pobreza.

## Hermanamientos
La ciudad de Baldwin Park tiene Hermanamientos con 0035 ciudades alrededor del mundo
- México Taxco (2012)[3]
- México Nochistlan  (2017)[4][5]
- El Salvador San Salvador  (2019)[6]